# 29437 Marchais
29437 Marchais (1997 LG1) là một tiểu hành tinh vành đai chính được phát hiện ngày 7 tháng 6 năm 1997 bởi A. Klotz ở Castres.